# NGC 439
NGC 439 је елиптична галаксија у сазвежђу Вајар која се налази на NGC листи објеката дубоког неба.
Деклинација објекта је - 31° 44' 50" а ректасцензија 1h 13m 47,2s. Привидна величина (магнитуда) објекта NGC 439 износи 11,5 а фотографска магнитуда 12,5. NGC 439 је још познат и под ознакама ESO 412-18, MCG -5-4-15, AM 0111-320, PGC 4423.